# Киннир, Уильям
Уильям Николь Дути Киннир (англ. William Nicoll Duthie "Wally" Kinnear, 3 декабря 1880, Marykirk — 5 марта 1974, Лестер) — британский гребец, чемпион летних Олимпийских игр 1912 года в соревнованиях одиночек, двукратный победитель Diamond Challenge Sculls.

## Биография
Уильям Киннир родился в 1880 году в шотландском городе Мэрикёр. Там же он начал работать в магазине тканей. В 1902 году Киннир переехал в Лондон, где устроился в фирму Debenhams. В свободное от работы время он занимался греблей в клубе Cavendish. Его познакомили с скалолазанием коллеги по работе, и первоначально он вступил в Кавендишский гребной клуб. На протяжении трёх лет подряд он становился чемпионом британской любительской ассоциации, после чего присоединился к более престижному Кенсингтонскому гребному клубу. В 1910 году Киннир выиграл «Бриллиантовые вёсла» и «Уингфилдские крылья». В 1911 году он повторил свои успехи, а также стал победителем Кубка Лондона, став при этом обладателем «тройной короны».
В 1912 году Киннер не смог в третий раз подряд выиграть «Бриллиантовые вёсла», однако ему удалось успешно выступить на Олимпийских играх в Стокгольме. В первых двух раундах олимпийских соревнований Киннир последовательно опередил двух немецких гребцов — Курта Хофмана и Мартина Штанке. В полуфинале британский гребец выиграл 4 секунды у канадца Эверарда Батлера. В финальном заплыве соперником Киннира стал бельгиец Полидор Вейрман. Особой борьбы в решающем заезде не получилось и на финише Киннир выиграл у Вейрмана почти 9 секунд. После окончания Олимпийских игр Киннир продолжал заниматься греблей до самого начала Первой мировой войны, во время которой служил в Королевском военно-воздушном флоте. После окончания войны Киннир решил заниматься тренерской деятельностью. Позже он переехал в Десфорд, Лестершир, где стал офицером безопасности.
Уильям Киннир умер от сердечной недостаточности в больнице Лестера 5 марта 1974 года. 12 марта 2007 года он был введен в Зал спортивной славы Шотландии.